# クラウレ・ハモン
クラウレ・ハモン（Crowley Hamon）は、アニメ『機動戦士ガンダム』に登場する架空の人物。
担当声優は中谷ゆみ。『THE ORIGIN』では沢城みゆき。

## 劇中での活躍
ランバ・ラルの内縁の妻。ルウム戦役でラルに助けられたと言われる。正式な軍人ではないが部隊内ではラルと同等の敬意を受けており、ギャロップのブリッジで常にラルの傍らにいる。マチルダ・アジャンと並んでアムロ・レイが惹かれた大人の女性であり、彼に大きな影響を与えている。　
第12話でランバ・ラル隊と共にザンジバルに乗り地球に降下している。第19話ではラル隊と共に砂漠の町ソドンで食事に立ち寄った店内で、ホワイトベースを脱走中のアムロと偶然出会い、気に入って食事を奢ろうとしている。
第20話でラルの戦死を知り、怒りにまかせてギャロップで突撃するが、ガンダムに撃破されてブリッジを射出して脱出。続く第21話では、タチ中尉の増援を受けた上でラル隊の生き残りを指揮し、ホワイトベースへ特攻をかける。ギャロップの生活用ユニットである「カーゴ」にギャロップのエンジンを搭載し、爆弾を積んでホワイトベースに突撃させてアムロの注意を逸らせ、マゼラトップで背後を取ることに成功したが、止めを刺そうとした瞬間、横から突っ込んできたリュウ・ホセイのコア・ファイターと激突し、彼と共に爆死する。なお、劇場版『哀・戦士編』では黒い三連星との戦闘の後にハモンの復讐戦が描かれており、テレビ版と順序が異なる。
第16話では、マ・クベに補給依頼をする際に彼の狡猾な性格を見抜いたコメントを述べるなど、的確な洞察力を持ち、ラルの死後に見せた生き残り部隊の指揮官ぶりなどからも、能力の高い女性であることがうかがえる。12話では出撃するラルとくちづけを交わすなど、相思相愛ぶりを見せてもいる。
なお、第12話以前に地球に来訪した経験はないらしく、ホワイトベースが逃走に利用した雷雲と雷を連邦の未知の新兵器と勘違いし怯えている。

## その他の作品
小説版では、ジオン・ズム・ダイクン及びギレン・ザビの元愛人で、ラルは3番目の男とされていた。また、ランバ・ラルと共にアニメ版と大幅に設定が変更されており、本作のハモンはキシリア・ザビにギレンの動きを伝えるだけの役となっている。
漫画『機動戦士ガンダム THE ORIGIN』の「ランバ・ラル編」ではアニメ版同様にラルの内縁の妻として登場。ラルの戦死後、ハモンに恋心を抱いていたタチ中尉の協力で物資を提供され、「ラル仇討ち作戦」に臨む。自らの生き甲斐だったランバ・ラルへの餞としてギャロップでの特攻作戦を敢行。自らはマゼラトップに搭乗し、ガンダムの背後をとって窮地に追い詰める。だが、原作と異なり、軍紀違反を犯して偵察に出ていたリュウのコア・ファイターとニアミスして戦死を遂げる。
「シャア・セイラ編」ではシャア（キャスバル）とセイラ（アルテイシア）の生母アストライアが酒場の歌姫に過ぎなかった時代の同僚で無二の親友として登場。10代の頃に年齢を詐称して、アストライアの勤める酒場「エデン」の歌姫となる。その後、アストライアの結婚により「エデン」を受け継ぎ、ムンゾ防衛隊の一士官となったラルを情報面で補佐。店ではラルの副官クランプがウェイターを勤め、コズン・グラハムやタチが出入りしている。キャスバル・アルテイシア兄妹のジオン脱出行では、連邦軍士官に変装し、ガンタンクに乗り込んでザビ家・連邦軍双方の追撃をかわし地球へ逃亡させた。ダイクン派粛清後はラルの潜伏生活を手助けし、のちドズル・ザビの抜擢を受けたラルがダーク・コロニーに向かう際にも同行し、その後はドズルのはからいでダイクン邸に軟禁されたアストライアを見舞っている。『開戦篇』ではコロニー落としへの反発から軍上層部に疎まれ、予備役待遇となって自暴自棄に陥ったランバ・ラルを、酒場で養っているような描写がされている。
「特別篇」に収録されている「キャスバル0057」においては、ジオン・ズム・ダイクンがムンゾ大学の教授だったころ、連邦の官憲の手を逃れてキャスバルを時計塔で出産しようとしたアストライアを幼少ながら助ける姿が描かれている。またレジスタンスの闘士として自身を指導してくれた、憧れの対象であるラルにも報いようとしており、「結婚するならあの人みたいな人が良い」と語っている。当時の年齢は不明だが、12歳のキシリアとほぼ同じ体格であることが作中で描写されており、同年代と思われる。
漫画『MSV-R 虹霓のシン・マツナガ』では、ルウム戦役後のサイド3でラルの帰りを待っている様子が描かれている。宿泊するホテルのラウンジでピアノを弾いていると、それに合わせてバイオリンを弾き始める少女オーレリア・ランシアと知り合う。翌日ホテルにタチ中尉が訪れ、ラルが消息を絶ったことを聞かされる。ダイクン派のラル家の血筋である彼の連邦への寝返りを疑う者も少なくないと聞いて反発し、彼の名誉を守るためにも捜索を手伝う。

## 備考
「ハモン・ラル」とされる場合も多く。、「クラウレ・ハモン」は準備稿段階の名称とする資料もあるが、決定稿の設定画では「クラウレ・ハモン」である。